# Landkreis Elchniederung
| Wappen                           | Lage in Ostpreußen                                              |
| -------------------------------- | --------------------------------------------------------------- |
| Wappen des Kreises Elchniederung | Lage des Kreises Elchniederung in Deutschland 1944/45           |
| Basisdaten                       |                                                                 |
| Bestandszeitraum                 | 1818–1945                                                       |
| Land                             | Deutsches Reich Preußen                                         |
| Provinz                          | Ostpreußen                                                      |
| Regierungsbezirk                 | Gumbinnen                                                       |
| Sitz der Verwaltung              | Heinrichswalde                                                  |
| Fläche                           | 995,55 km² (17. Mai 1939)                                       |
| Einwohner                        | 54.867 (17. Mai 1939)                                           |
| Bevölkerungsdichte               | 55 Einwohner je km²                                             |
| Kfz-Kennzeichen                  | IC 1953 vorgesehen NDG                                          |
| Kreisgliederung                  | 231 Gemeinden 5 Gutsbezirke in 34 Amtsbezirken (1. Januar 1936) |

Der Kreis Niederung in den Grenzen von 1919

Der Kreis Niederung (ab 1938 Kreis Elchniederung) in Ostpreußen war ein preußischer Landkreis, der von 1818 bis 1945 bestand. Sein ehemaliges Gebiet gehört heute zum größten Teil zur russischen Oblast Kaliningrad.

## Geographie
Der Kreis lag im Norden Ostpreußens und grenzte im Norden an den Kreis Heydekrug, im Nordosten an den Kreis Tilsit, im Osten an den Kreis Ragnit, im Südosten an den Kreis Insterburg, im Süden an den Kreis Labiau und im Westen mit einer Seegrenze im Kurischen Haff an den Kreis Fischhausen.
Den größten Teil des Kreisgebiets nahm die Elchniederung ein, nach der der Kreis 1938 umbenannt wurde. Durch diese Niederung fließt der Gilgestrom, ein Mündungsarm der Memel, der beim Dorf Gilge knapp südlich der Kreisgrenze ins Kurische Haff mündet. Mit dem Ibenhorster Forst am Haffufer und dem Schneckenschen Forst im Süden lagen zwei große Waldgebiete im Kreisgebiet.
Obwohl östlich außerhalb des Kreisgebiets gelegen, war die Stadt Tilsit der wichtigste Zentralort der Region. Im Kreisgebiet selbst gab es keine Städte. Sitz der Kreisverwaltung war die Gemeinde Heinrichswalde, mit etwa 3500 Einwohnern der größte Ort des Kreises.

## Geschichte
Das Gebiet des Kreises Niederung gehörte seit der Einteilung Ostpreußens in landrätliche Kreise von 1752 zu dem damaligen Kreis Insterburg. Im Rahmen der preußischen Verwaltungsreformen ergab sich mit der „Verordnung wegen verbesserter Einrichtung der Provinzialbehörden“ vom 30. April 1815 die Notwendigkeit einer umfassenden Kreisreform in ganz Ostpreußen, da sich die 1752 eingerichteten Kreise als unzweckmäßig und zu groß erwiesen hatten. Zum 1. September 1818 wurde im Regierungsbezirk Gumbinnen aus Teilen des alten Kreises Insterburg der neue Kreis  Niederung gebildet. Dieser umfasste die damaligen Kirchspiele Heinrichswalde, Inse, Kaukehmen, Lappienen, Neukirch, Plaschken und Skaisgirren.
Das Landratsamt war ursprünglich in Kaukehmen, wechselte aber später nach Heinrichswalde. Seit dem 3. Dezember 1829 gehörte der Kreis – nach dem Zusammenschluss der Provinzen Preußen und Westpreußen – zur neuen Provinz Preußen mit dem Sitz in Königsberg i. Pr. Nach der Teilung der Provinz Preußen in die Provinzen Ostpreußen und Westpreußen wurde der Kreis Niederung am 1. April 1878 Bestandteil Ostpreußens. 1836 wurden die Ortschaften des Kirchspiels Plaschken aus dem Kreis Niederung in den Kreis Tilsit umgegliedert.

Grenzänderungen 1920/22:
A 1922 vom Kreis Heydekrug zum Kreis Niederung
B 1920 vom Kreis Niederung zum Memelland
C 1922 vom Kreis Niederung zum Kreis Tilsit-Ragnit

Mit dem Inkrafttreten des Versailler Vertrags verlor der Kreis Niederung am 10. Januar 1920 die nördlich des Memeler Mündungsarmes Ruß liegenden Landgemeinden Groß Schilleningken, Heinrichsfelde, Klein Schilleningken und Leitgirren sowie den Gutsbezirk Perwallkischken an das Memelgebiet. Die Landgemeinden traten zum dortigen Kreis Heydekrug und der Gutsbezirk zum neuen Kreis Pogegen.
Der beim Deutschen Reich verbliebene Restkreis Heydekrug wurden zunächst von Heinrichswalde aus mitverwaltet. Zum 1. Juli 1922 wurden dieses Gebiet zwischen Gilge und Ruß mit den Gemeinden Abschrey, Ackelningken, Ackmenischken, Ackminge, Bredszuill, Derwehlischken, Girgsden, Jäkischken, Jodischken, Kallningken, Karkeln, Katrinigkeiten, Labben, Lebbeden, Lukischken, Luttken, Nausseden, Parungaln, Perkuhnen, Pustutten, Rewellen, Schakuhnen, Schillgallen, Schneiderende, Schudereiten, Skirwieth, Spucken, Staldszen, Thewellen, Tirkseln, Tramischen, Wieszeiten, Wirballen und Wittken sowie den Gutsbezirken Ibenhorst, Jodraggen und Valtinkratsch auch formell in den Kreis Niederung eingegliedert. Gleichzeitig gab der Kreis Niederung die Gemeinden Alloningken, Gaidwethen, Groß Brettschneidern, Groß Dummen, Groß Ischdaggen, Groß Wingsnupönen,  Kattenuppen, Kaukwethen, Kaukweth-Kludszen, Kellmienen, Klein Brettschneidern, Klein Dummen, Krauleiden, Kühlen, Papuschienen, Puskeppeln, Sandlauken, Schillkojen, Seikwethen, Skardupönen, Skroblienen und Smaledumen sowie die Gutsbezirke Birkenwalde, Blausden und Pauperischken an den neuen Kreis Tilsit-Ragnit ab.
Zum 30. September 1928 fand im Kreis Niederung entsprechend der Entwicklung im übrigen Preußen eine Gebietsreform statt, bei der alle Gutsbezirke bis auf fünf aufgelöst und benachbarten Landgemeinden zugeteilt wurden. Am 7. September 1938 wurde der Kreis in Elchniederung umbenannt.
Zum 1. Oktober 1939 wechselten die Gemeinden Elchwinkel und Skirwiet aus dem Kreis Elchniederung in den Kreis Heydekrug, der infolge des Deutschen Ultimatums an Litauen seit dem 22. März 1939 wieder zu Ostpreußen gehörte.
Am 12. Oktober 1944 wurde der Kreis Elchniederung von der deutschen Bevölkerung und den Behörden geräumt. Im Frühjahr 1945 wurde das Kreisgebiet durch die Rote Armee besetzt und kam danach unter sowjetische Verwaltung. Das ehemalige Kreisgebiet liegt heute überwiegend im Rajon Slawsk in der russischen Oblast Kaliningrad. Der nördliche Zipfel um die Gemeinde Leitgiriai liegt im Distrikt Klaipėda in Litauen.

## Einwohnerentwicklung
| Jahr | Einwohner | Quelle |
| ---- | --------- | ------ |
| 1818 | 28.580    | [ 4 ]  |
| 1846 | 49.341    | [ 5 ]  |
| 1871 | 52.609    | [ 6 ]  |
| 1890 | 55.614    | [ 7 ]  |
| 1900 | 55.342    | [ 7 ]  |
| 1910 | 54.417    | [ 7 ]  |
| 1925 | 55.717    | [ 7 ]  |
| 1933 | 54.798    | [ 7 ]  |
| 1939 | 53.889    | [ 7 ]  |

## Politik

### Wahlen
Im Deutschen Kaiserreich bildete der Kreis Niederung zusammen mit dem Kreis Tilsit den Reichstagswahlkreis Gumbinnen 1.

### Landräte
- 1818–182000Friedrich Eduard von Wedelstädt († 1830)
- 1820–182800Philipp Gerhard
- 1828–183200Johann Eduard Heinrich Schlenther
- 1832–184000Carl Ferne
- 1840–185100Carl Schlick (1809–1874)
- 1851–187200Heinrich von Sanden (1801–1875)
- 1872–187300Hans Carl Federath, kommissarisch
- 1873–188000Karl Ruprecht
- 1880–188700Friedrich von Zander
- 1887–188900Wilhelm von Schlenther, kommissarisch
- 1889–190000Georg Schickert (1860–1926)
- 1900–191200Richard Bank (1867–1934)
- 1912–191800Franz Gelpke
- 1918–191900Rudolf Krull (1886–1961)
- 1920–192400Otto Kahl
- 1924–192800Hans Honig
- 1928–194500Erich Stockmann (1893–1973)

### Kommunalverfassung
Der Kreis Niederung gliederte sich in Landgemeinden und – bis zu deren nahezu vollständigem Wegfall – Gutsbezirke. Mit Einführung des preußischen Gemeindeverfassungsgesetzes vom 15. Dezember 1933 gab es ab dem 1. Januar 1934 eine einheitliche Kommunalverfassung für alle Gemeinden. Mit Einführung der Deutschen Gemeindeordnung vom 30. Januar 1935 trat zum 1. April 1935 die im Deutschen Reich gültige Kommunalverfassung in Kraft, wonach die bisherigen Landgemeinden nun als Gemeinden bezeichnet wurden. Diese waren in Amtsbezirken zusammengefasst. Eine neue Kreisverfassung wurde nicht mehr geschaffen; es galt weiterhin die Preußische Kreisordnung für die Provinzen Ost- und Westpreußen, Brandenburg, Pommern, Schlesien und Sachsen vom 19. März 1881.

## Gemeinden
Der Kreis Niederung setzte sich am 1. Januar 1936 aus 231 Gemeinden und fünf Gutsbezirken zusammen:
| Amtsbezirke und Gemeinden                      | Einwohner (1939) | Eingemeindungen und Namensänderungen                                         |
| ---------------------------------------------- | ---------------- | ---------------------------------------------------------------------------- |
| Amtsbezirk Argelothen                          | 945              | ab dem 18. April 1939 Amtsbezirk Argendorf                                   |
| 1. Argelothen                                  | 220              | am 16. Juli 1938 umbenannt in Argendorf                                      |
| 2. Augustlauken                                | 282              | am 16. Juli 1938 umbenannt in Hohensprindt                                   |
| 3. Grünbaum                                    | 133              |                                                                              |
| 4. Neu Descherin                               | 310              | am 16. Juli 1938 umbenannt in Deschen                                        |
| Amtsbezirk Demmeren                            | 704              | ab dem 18. April 1939 Amtsbezirk Demmen                                      |
| 1. Berkeln                                     | 298              |                                                                              |
| 2. Demmenen                                    | 151              | am 16. Juli 1938 umbenannt in Demmen                                         |
| 4. Gerhardswalde                               | 105              |                                                                              |
| Amtsbezirk Groß Friedrichsdorf                 | 2.189            |                                                                              |
| 1. Groß Friedrichsdorf                         | 1.196            |                                                                              |
| 2. Groß Marienwalde                            | 196              |                                                                              |
| 3. Klein Friedrichsdorf                        | 39               |                                                                              |
| 4. Klein Marienwalde                           | 94               |                                                                              |
| 5. Lepienen                                    | 150              | am 16. Juli 1938 umbenannt in Gerhardsheim                                   |
| 6. Oschke                                      | 524              | am 16. Juli 1938 umbenannt in Wildwiese                                      |
| 7. Plein                                       | 140              |                                                                              |
| Amtsbezirk Groß Skaisgirren                    | 3.412            | ab dem 18. April 1939 Amtsbezirk Kreuzingen                                  |
| 1. Groß Girratischken                          | 660              | am 16. Juli 1938 umbenannt in Wartenhöfen                                    |
| 2. Groß Skaisgirren                            | 2.256            | am 16. Juli 1938 umbenannt in Kreuzingen                                     |
| 3. Klein Girratischken                         | 248              | am 30. August 1935 umbenannt in Gronwalde                                    |
| 4. Klein Ischdaggen                            | 104              | am 16. Juli 1938 umbenannt in Georgenforst                                   |
| 5. Kletellen                                   | 144              | am 16. Juli 1938 umbenannt in Georgenheide                                   |
| 6. Forst Wilhelmsbruch, Gutsbezirk (teilweise) | 0000             |                                                                              |
| Amtsbezirk Grünau                              | 1.432            |                                                                              |
| 1. Finkenhof                                   | 136              | hieß bis 1928 Petschkehmen                                                   |
| 2. Grünau                                      | 238              | hieß bis 1932 Osseningken                                                    |
| 3. Gründann                                    | 287              |                                                                              |
| 4. Liedemeiten                                 | 202              | am 16. Juli 1938 umbenannt in Gerhardsweide                                  |
| 5. Makohnen                                    | 229              | am 16. Juli 1938 umbenannt in Mühlenkreuz                                    |
| 6. Margen                                      | 119              |                                                                              |
| 7. Obschruten                                  | 165              | am 16. Juli 1938 umbenannt in Gerhardsgrund                                  |
| 8. Weidgirren                                  | 56               | am 16. Juli 1938 umbenannt in Gerhardshöfen                                  |
| Amtsbezirk Heinrichswalde                      | 3.797            |                                                                              |
| 1. Heinrichswalde                              | 3.460            |                                                                              |
| 2. Klemenswalde                                | 337              |                                                                              |
| Amtsbezirk Ibenhorst                           | 453              |                                                                              |
| 1. Ackminge                                    | 75               | am 16. Juli 1938 umbenannt in Ibenwerder                                     |
| 2. Elchwinkel                                  |                  | hieß bis 1928 Bredschull am 1. Oktober 1939 zum Kreis Heydekrug              |
| 3. Forst Ibenhorst, Gutsbezirk                 | 378              |                                                                              |
| 4. Skirwieth                                   |                  | ab 16. Juli 1938 Skirwiet am 1. Oktober 1939 zum Kreis Heydekrug             |
| Amtsbezirk Inse                                | 1.664            |                                                                              |
| 1. Inse                                        | 545              |                                                                              |
| 2. Loye                                        | 279              |                                                                              |
| 3. Tawe                                        | 840              |                                                                              |
| Amtsbezirk Jedwilleiten                        | 908              | ab dem 18. April 1939 Amtsbezirk Neuschleuse                                 |
| 1. Adlig Kreywehlen                            | 58               | am 16. Juli 1938 umbenannt in Adelau                                         |
| 2. Alt Buttkischken                            |                  | am 1. Juni 1936 zur neuen Gemeinde Buttkischken                              |
| 3. Bogdahnen                                   | 104              | am 16. Juli 1938 umbenannt in Bolzfelde                                      |
| 4. Jedwilleiten                                | 164              | am 16. Juli 1938 umbenannt in Neuschleuse                                    |
| 5. Motzwethen                                  | 150              | am 16. Juli 1938 umbenannt in Motzfelde                                      |
| 6. Neu Bogdahnen                               | 113              | am 16. Juli 1938 umbenannt in Bolzhagen                                      |
| 7. Neu Buttkischken                            |                  | am 1. Juni 1936 zur neuen Gemeinde Buttkischken                              |
| 8. Neuendorf                                   | 161              |                                                                              |
| 9. Pawarschen                                  | 76               | am 16. Juli 1938 umbenannt in Kleinwarschen                                  |
| Amtsbezirk Jodgallen                           | 2.386            | ab dem 18. April 1939 Amtsbezirk Grünhausen                                  |
| 1. Alt Seckenburg                              | 211              |                                                                              |
| 2. Birkenheim                                  | 120              | hieß bis 1929 Johanns-Eszer                                                  |
| 3. Ginkelsmittel                               | 244              |                                                                              |
| 4. Grünwiese                                   | 151              | hieß bis 1926 Budehlischker Berahmung                                        |
| 5. Jodgallen                                   | 464              | am 16. Juli 1938 umbenannt in Grünhausen                                     |
| 6. Neufelde                                    | 349              |                                                                              |
| 7. Packuß                                      | 138              | am 16. Juli 1938 umbenannt in Kussenberg                                     |
| 8. Polenzhof                                   | 207              |                                                                              |
| 9. Schackwiese                                 | 143              |                                                                              |
| 10. Schalteik                                  | 135              | am 16. Juli 1938 umbenannt in Schalteck                                      |
| 11. Warsze                                     | 63               | am 17. September 1936 umbenannt in Warsche                                   |
| 12. Warszlauken                                | 161              | am 16. Juli 1938 umbenannt in Warschfelde                                    |
| Amtsbezirk Karkeln                             | 2.323            |                                                                              |
| 1. Ackelningken                                | 113              | am 16. Juli 1938 umbenannt in Ackeln                                         |
| 2. Kallningken                                 | 592              | am 16. Juli 1938 umbenannt in Herdenau                                       |
| 3. Karkeln                                     | 885              |                                                                              |
| 4. Lukischken                                  |                  | am 1. Juni 1936 zu Kallningken                                               |
| 5. Pustutten                                   | 150              | am 16. Juli 1938 umbenannt in Antonswiese                                    |
| 6. Tramischen                                  | 276              | am 16. Juli 1938 umbenannt in Trammen                                        |
| 7. Wirballen                                   | 149              | am 16. Juli 1938 umbenannt in Warten                                         |
| 8. Wittken                                     | 158              |                                                                              |
| Amtsbezirk Karzewischken                       | 918              | ab dem 18. April 1939 Amtsbezirk Sprosserweide                               |
| 1. Alt Ginnischken                             | 105              | am 16. Juli 1938 umbenannt in Altginnendorf                                  |
| 2. Baltruscheiten, Ksp. Skören                 | 111              | am 16. Juli 1938 umbenannt in Balten                                         |
| 3. Baltruschkehmen                             | 131              | am 16. Juli 1938 umbenannt in Altschanzenkrug                                |
| 4. Groß Karzewischken                          | 112              | am 16. Juli 1938 umbenannt in Sprosserweide                                  |
| 5. Neu Ginnischken                             | 51               | am 16. Juli 1938 umbenannt in Neuginnendorf                                  |
| 6. Skören                                      | 266              |                                                                              |
| 7. Skulbetwarren                               | 142              |                                                                              |
| Amtsbezirk Kaukehmen                           | 5.220            | ab dem 18. April 1939 Amtsbezirk Kuckerneese                                 |
| 1. Alt Sellen                                  | 147              |                                                                              |
| 2. Kaukehmen                                   | 4.492            | am 16. Juli 1938 umbenannt in Kuckerneese                                    |
| 3. Kloken                                      | 581              |                                                                              |
| Amtsbezirk Kurisches Haff                      | 0000             |                                                                              |
| 1. Kurisches Haff, Gutsbezirk                  | 0000             |                                                                              |
| Amtsbezirk Lappienen                           | 2.699            | ab dem 18. April 1939 Amtsbezirk Rautersdorf                                 |
| 1. Ahlgarten                                   | 62               |                                                                              |
| 2. Dannenberg                                  | 156              |                                                                              |
| 3. Degimmen                                    | 154              | am 29. Oktober 1934 umbenannt in Brandenburg (Kr. Elchniederung)             |
| 4. Gräflich Prudimmen                          | 73               | am 4. September 1936 umbenannt in Erlenrode                                  |
| 5. Groß Krauleiden                             | 68               | am 16. Juli 1938 umbenannt in Großheidenstein                                |
| 6. Hohenberge                                  | 196              |                                                                              |
| 7. Joneiten                                    | 171              | am 16. Juli 1938 umbenannt in Gilgenfeld                                     |
| 8. Kiauken                                     | 183              | am 16. Juli 1938 umbenannt in Wartenfeld                                     |
| 9. Klein Krauleiden                            | 62               | am 16. Juli 1938 umbenannt in Kleinheidenstei                                |
| 10. Klein Prudimmen                            | 106              | bis 1930 Königlich Prudimmen am 16. Juli 1938 umbenannt in Kleinerlenrode    |
| 11. Matzgirren                                 | 86               | am 16. Juli 1938 umbenannt in Kurrenberg                                     |
| 12. Mosteiten                                  | 200              | am 16. Juli 1938 umbenannt in Eschenberg                                     |
| 13. Neu Lappienen                              | 205              | am 16. Juli 1938 umbenannt in Rautersdorf                                    |
| 14. Neu Norweischen                            | 121              | am 16. Juli 1938 umbenannt in Altdümpelkrug                                  |
| 15. Norweischen                                | 180              | am 16. Juli 1938 umbenannt in Mühlmeistern                                   |
| 16. Oßnugarn                                   | 77               | am 27. März 1936 umbenannt in Rehwalde (Kr.Elchniederung)                    |
| 17. Raging                                     | 212              |                                                                              |
| 18. Rucken, Ksp. Lappienen                     | 88               | am 16. Juli 1938 umbenannt in Ruckenhagen                                    |
| 19. Schönwiese                                 | 299              |                                                                              |
| Amtsbezirk Lindental                           | 1.246            | hieß bis zum 17. Dezember 1931 Amtsbezirk Sandfluß                           |
| 1. Baltruscheiten, Ksp. Heinrichswalde         | 136              | am 16. Juli 1938 umbenannt in Amtal                                          |
| 2. Dittballen                                  | 80               | am 16. Juli 1938 umbenannt in Streulag                                       |
| 3. Lindental                                   | 372              | hieß bis 1931 Sandfluß                                                       |
| 4. Noragehlen                                  | 297              | am 16. Juli 1938 umbenannt in Urbansprind                                    |
| 5. Thomaten                                    | 361              |                                                                              |
| 6. Forst Wilhelmsbruch, Gutsbezirk (teilweise) | 0000             |                                                                              |
| Amtsbezirk Linkuhnen                           | 1.366            |                                                                              |
| 1. Adlig Linkuhnen                             | 379              |                                                                              |
| 2. Brittanien                                  | 334              |                                                                              |
| 3. Bürgerhuben                                 | 121              |                                                                              |
| 4. Griegolienen                                | 50               | am 16. Juli 1938 umbenannt in Lehmbruch                                      |
| 5. Grietischken                                | 142              | am 16. Juli 1938 umbenannt in Grieteinen                                     |
| 6. Grüneberg                                   | 111              |                                                                              |
| 7. Klubinn                                     | 47               | am 16. Juli 1938 umbenannt in Anmut                                          |
| 8. Köllmisch Linkuhnen                         | 71               |                                                                              |
| 9. Palinkuhnen                                 | 89               | am 16. Juli 1938 umbenannt in Neulinkuhnen                                   |
| 10. Uschkurwe                                  | 22               | am 16. Juli 1938 umbenannt in Kurwe                                          |
| Amtsbezirk Neukirch                            | 2.282            |                                                                              |
| 1. Alleckneiten                                | 85               | am 16. Juli 1938 umbenannt in Kurwensee                                      |
| 2. An Rokaiten                                 | 29               | am 16. Juli 1938 umbenannt in Kleinrokitten                                  |
| 3. Budehlischken                               | 128              | am 16. Juli 1938 umbenannt in Hoheneiche (Ostpr.)                            |
| 4. Herrendorf                                  | 144              | hieß bis 1930 Dwarrehlischken                                                |
| 5. Neukirch                                    | 1.589            |                                                                              |
| 6. Rokaiten                                    | 91               | am 16. Juli 1938 umbenannt in Rokitten (Ostpr.)                              |
| 7. Selseningken                                | 82               | am 16. Juli 1938 umbenannt in Selsen                                         |
| 8. Ziegelberg                                  | 134              | 1. Oktober 1939 Teilausgliederung nach Neukirch                              |
| Amtsbezirk Norwischeiten                       | 1.299            | ab dem 18. April 1939 Amtsbezirk Rauterskirch                                |
| 1. Alt Iwenberg                                | 84               | hieß bis 1926 Kallwellen                                                     |
| 2. Alt Lappienen                               | 598              | am 16. Juli 1938 umbenannt in Rauterskirch                                   |
| 3. Andreischken                                | 113              | am 16. Juli 1938 umbenannt in Nassenfelde                                    |
| 4. Neuhof-Reatischken                          | 127              | am 16. Juli 1938 umbenannt in Budeweg                                        |
| 5. Norwischeiten                               | 207              | am 16. Juli 1938 umbenannt in Schwanensee                                    |
| 6. Scharkus-Tawell                             | 58               | am 16. Juli 1938 umbenannt in Iwenheide                                      |
| 7. Tranatenberg                                | 112              | hieß bis 1929 An der Ulpesch                                                 |
| Amtsbezirk Oschweningken                       | 1.565            | ab dem 18. April 1939 Amtsbezirk Breitenhof                                  |
| 1. Baschnitzkallen                             | 139              | am 16. Juli 1938 umbenannt in Steilberg                                      |
| 2. Bersteningken                               | 182              | am 16. Juli 1938 umbenannt in Eckwalde                                       |
| 3. Gobienen                                    | 112              |                                                                              |
| 4. Groß Asznaggern                             | 358              | am 17. August 1936 umbenannt in Grenzberg                                    |
| 5. Groß Wabbeln                                | 54               | am 16. Juli 1938 umbenannt in Kleingrenzberg                                 |
| 6. Grünhof-Kippen                              | 76               |                                                                              |
| 7. Jagsten                                     | 272              |                                                                              |
| 8. Lankeningken                                | 190              | am 16. Juli 1938 umbenannt in Altmühle                                       |
| 9. Oschweningken                               | 97               | am 16. Juli 1938 umbenannt in Breitenhof                                     |
| 10. Schillehlen                                |                  | am 1. April 1937 mit Wargutschen zur Gemeinde Tannenhöhe zusammengeschlossen |
| 11. Wargutschen                                |                  | am 1. April 1937 mit Schillehlen zur Gemeinde Tannenhöhe zusammengeschlossen |
| Amtsbezirk Parwischken                         | 1.472            | ab dem 18. April 1939 Amtsbezirk Parwen                                      |
| 1. Borstehlischken                             | 16               | am 16. Juli 1938 umbenannt in Borstehnen                                     |
| 2. Endrejen                                    | 247              | am 16. Juli 1938 umbenannt in Ossafelde                                      |
| 3. Groß Wixwen                                 | 163              | am 16. Juli 1938 umbenannt in Vielbrücken                                    |
| 4. Kischen                                     | 104              |                                                                              |
| 5. Kumpelken                                   | 103              | am 16. Juli 1938 umbenannt in Kämpen                                         |
| 6. Ossupönen                                   |                  | am 1. April 1938 zu Endrejen                                                 |
| 7. Parwischken                                 | 197              | am 16. Juli 1938 umbenannt in Parwen                                         |
| 8. Schudlidimmen                               | 358              | am 16. Juli 1938 umbenannt in Schulzenwiese                                  |
| 9. Wegnerminnen                                | 18               | am 16. Juli 1938 umbenannt in Wegnersdorf                                    |
| 10. Wilhelmsheide                              | 234              |                                                                              |
| 11. Wirblauken                                 | 32               | am 16. Juli 1938 umbenannt in Rutenfelde                                     |
| Amtsbezirk Peterswalde                         | 1.751            |                                                                              |
| 1. Obolin                                      | 145              | am 16. Juli 1938 umbenannt in Erlen                                          |
| 2. Peterswalde                                 | 417              |                                                                              |
| 3. Schillelwethen                              | 301              | am 16. Juli 1938 umbenannt in Noiken                                         |
| 4. Forst Schnecken, Gutsbezirk                 | 407              |                                                                              |
| 5. Tunnischken                                 | 481              | am 16. Juli 1938 umbenannt in Schneckenwalde                                 |
| 6. Forst Wilhelmsbruch, Gutsbezirk (teilweise) | 0000             |                                                                              |
| Amtsbezirk Rautenburg                          | 307              |                                                                              |
| 1. Rautenburg                                  | 307              |                                                                              |
| Amtsbezirk Sausseningken                       | 1.300            | ab dem 18. April 1939 Amtsbezirk Milchhof                                    |
| 1. Aschpalten                                  | 82               |                                                                              |
| 2. Baubeln                                     | 72               | am 16. Juli 1938 umbenannt in Sommershöfen                                   |
| 3. Groß Algawischken                           | 147              | am 16. Juli 1938 umbenannt in Schlichtingen                                  |
| 4. Klein Allgawischken                         | 67               | am 16. Juli 1938 umbenannt in Allgau                                         |
| 5. Lyszeiten                                   | 132              | am 16. Juli 1938 umbenannt in Lischau                                        |
| 6. Sausseningken                               | 176              | am 16. Juli 1938 umbenannt in Milchhof                                       |
| 7. Skuldeinen                                  | 118              |                                                                              |
| 8. Trumpeiten                                  | 181              | am 16. Juli 1938 umbenannt in Trumpenau                                      |
| 9. Usseinen                                    | 193              | am 16. Juli 1938 umbenannt in Stellwagen                                     |
| 10. Warskillen                                 | 132              |                                                                              |
| Amtsbezirk Schakuhnen                          | 1.264            | ab dem 18. April 1939 Amtsbezirk Schakendorf (Ostpr.)                        |
| 1. Jodischken                                  | 86               | am 16. Juli 1938 umbenannt in Jodingen                                       |
| 2. Luttken                                     |                  | am 1. April 1938 zur neuen Gemeinde Jägerhöh                                 |
| 3. Perkuhnen                                   | 102              |                                                                              |
| 4. Schakuhnen                                  | 367              | am 16. Juli 1938 umbenannt in Schakendorf (Ostpr.)                           |
| 5. Schillgallen                                | 126              | am 16. Juli 1938 umbenannt in Hochdünen                                      |
| 6. Schneiderende                               | 119              |                                                                              |
| 7. Schudereiten                                |                  | am 1. April 1938 zur neuen Gemeinde Jägerhöh                                 |
| 8. Staldszen                                   |                  | am 1. April 1938 zur neuen Gemeinde Jägerhöh                                 |
| 9. Wieszeiten                                  | 100              | am 16. Juli 1938 umbenannt in Kleinsommershöfen                              |
| Amtsbezirk Schnecken                           | 1.399            |                                                                              |
| 1. Ackmonienen                                 | 276              | am 16. Juli 1938 umbenannt in Argental (Ostpr.)                              |
| 2. Bittehnischken                              | 246              | am 16. Juli 1938 umbenannt in Argemünde                                      |
| 3. Groß Heinrichsdorf                          | 181              |                                                                              |
| 4. Klein Heinrichsdorf                         | 203              |                                                                              |
| 5. Neusorge, Ksp. Heinrichswalde               | 76               |                                                                              |
| 6. Rosenwalde                                  | 151              |                                                                              |
| 7. Rucken, Ksp. Groß Friedrichsdorf            | 266              | am 16. Juli 1938 umbenannt in Ruckenfeld                                     |
| 8. Forst Wilhelmsbruch, Gutsbezirk (teilweise) | 0000             |                                                                              |
| Amtsbezirk Seckenburg                          | 3.425            | bis zum 14. März 1934 Amtsbezirk Tawellningken                               |
| 1. Elbings Kolonie                             | 601              |                                                                              |
| 2. Kastaunen                                   | 358              |                                                                              |
| 3. Klein Friedrichsgraben                      | 328              |                                                                              |
| 4. Schaugsten                                  | 195              | am 16. Juli 1938 umbenannt in Altengilge                                     |
| 5. Seckenburg                                  | 1.488            |                                                                              |
| 6. Tawellningken                               | 455              | am 16. Juli 1938 umbenannt in Tawellenbruch                                  |
| Amtsbezirk Skirbst                             | 977              | ab dem 18. April 1939 Amtsbezirk Heideckshof                                 |
| 1. Bartscheiten                                | 220              | am 16. Juli 1938 umbenannt in Oswald                                         |
| 2. Köllmisch Schnecken                         | 73               |                                                                              |
| 3. Leitwarren                                  | 67               |                                                                              |
| 4. Lentenbude                                  | 81               |                                                                              |
| 5. Lessen                                      | 68               |                                                                              |
| 6. Skirbst                                     | 220              | am 16. Juli 1938 umbenannt in Heideckshof                                    |
| 7. Stobingen                                   | 120              |                                                                              |
| 8. Wolfsdorf                                   | 128              |                                                                              |
| Amtsbezirk Sköpen                              | 1.236            |                                                                              |
| 1. Budwethen                                   | 147              | am 16. Juli 1938 umbenannt in Ansorge                                        |
| 2. Gilgetal                                    | 285              |                                                                              |
| 3. Neu Sellen                                  | 59               |                                                                              |
| 4. Neusorge, Ksp. Kaukehmen                    | 331              |                                                                              |
| 5. Sköpen                                      | 414              |                                                                              |
| Amtsbezirk Spucken                             | 1.496            | ab dem 18. April 1939 Amtsbezirk Stucken                                     |
| 1. Ackmenischken                               | 358              | am 16. Juli 1938 umbenannt in Dünen (Kr. Elchniederung)                      |
| 2. Girgsden                                    |                  | am 1. April 1939 zu Kleeburg (Tirkseln)                                      |
| 3. Jäkischken                                  |                  | am 1. April 1939 zu Kleeburg (Tirkseln)                                      |
| 4. Katrinigkeiten                              | 71               | am 16. Juli 1938 umbenannt in Schorningen                                    |
| 5. Labben                                      |                  | am 1. April 1938 zu Lebbeden                                                 |
| 6. Lebbeden                                    | 270              | am 16. Juli 1938 umbenannt in Friedeberg (Ostpr.)                            |
| 7. Nausseden                                   | 162              | am 16. Juli 1938 umbenannt in Kleindünen                                     |
| 8. Rewellen                                    | 96               |                                                                              |
| 9. Spucken                                     | 240              | am 16. Juli 1938 umbenannt in Stucken                                        |
| 10. Thewellen                                  | 138              | am 16. Juli 1938 umbenannt in Tewellen                                       |
| 11. Tirkseln                                   | 161              | am 16. Juli 1938 umbenannt in Kleeburg                                       |
| Amtsbezirk Tawellningken                       | 116              | ab dem 18. April 1939 Amtsbezirk Tawellenbruch                               |
| 1. Forst Tawellningken, Gutsbezirk             | 116              | am 16. Juli 1938 umbenannt in Forst Tawellenbruch                            |
| Amtsbezirk Wannaglauken                        | 1.444            | ab dem 18. April 1939 Amtsbezirk Gowarten                                    |
| 1. Demedschen                                  | 139              | am 16. Juli 1938 umbenannt in Falkenhöhe                                     |
| 2. Friedlauken                                 | 87               | am 16. Juli 1938 umbenannt in Friedlau                                       |
| 3. Gowarten                                    | 333              |                                                                              |
| 4. Groß Obscherningken                         | 121              | am 16. Juli 1938 umbenannt in Gutsfelde                                      |
| 5. Groß Wannaglauken                           | 230              | am 16. Juli 1938 umbenannt in Großwalde (Kr. Elchniederung)                  |
| 6. Grudschen                                   | 164              | am 16. Juli 1938 umbenannt in Gruten                                         |
| 7. Klein Obscherningken                        | 36               | am 16. Juli 1938 umbenannt in Kleinwalde (Kr. Elchniederung)                 |
| 8. Klein Wannaglauken                          | 104              | am 16. Juli 1938 umbenannt in Haslingen                                      |
| 9. Kriplauken                                  | 184              | am 16. Juli 1938 umbenannt in Kripfelde                                      |
| 10. Serpentienen                               |                  | am 1. April 1938 zu Friedlauken                                              |
| 11. Skieslauken                                | 46               | am 16. Juli 1938 umbenannt in Kieslau                                        |
| Amtsbezirk Wilhelmsbruch                       | 434              |                                                                              |
| 1. Wilhelmsbruch                               | 434              |                                                                              |
| 2. Forst Wilhelmsbruch, Gutsbezirk (teilweise) | 0000             |                                                                              |
| Amtsbezirk Wolfsberg                           | 1.438            |                                                                              |
| 1. Aschenberg                                  | 73               |                                                                              |
| 2. Doblienen                                   | 64               |                                                                              |
| 3. Gilkendorf                                  | 94               |                                                                              |
| 4. Hohenwiese                                  | 147              |                                                                              |
| 5. Ibenberg                                    | 111              |                                                                              |
| 6. Johannsdorf                                 | 99               |                                                                              |
| 7. Lakendorf                                   | 135              |                                                                              |
| 8. Langenberg                                  | 82               |                                                                              |
| 9. Lindendorf                                  | 134              |                                                                              |
| 10. Mägdeberg                                  | 110              |                                                                              |
| 11. Neufrost                                   | 184              |                                                                              |
| 12. Schönrohr                                  | 57               |                                                                              |
| 13. Wolfsberg                                  | 148              |                                                                              |

Eingemeindungen bis 1936
Dem Kreis Niederung gehörten ungewöhnlich viele bevölkerungsarme Gemeinden an, von denen eine größere Anzahl bis 1936 ihre Eigenständigkeit verlor:
- Abschrey, am 30. September 1928 zu Lebbeden
- Adlig Klein Brittanien, am 30. September 1928 zu Britannien
- Adlig Klubinn, am 28. April 1923 zu Klubinn
- Adlig Pokraken, 1903/08 in einen Gutsbezirk umgewandelt
- Alt Bogdahnen, am 23. Juli 1923 zu Bogdahnen
- Alt Descherin, 1893 zu Argelothen
- Alt Friedrichsgraben, am 27. August 1924 zu Alt Seckenburg
- Alt Gründann, 1895 zu Endrejen
- Alt Inse, am 1. Juli 1930 zu Inse
- Alt Kriplauken, am 31. Juli 1916 zu Kriplauken
- Alt Mosteiten, 1893 zu Mosteiten
- Alt Norweischen, 1893 zu Norweischen
- Alt Schemeiten, am 24. März 1923 zu Schemeiten
- Alxnupönen, am 1. Januar 1932 zu Gowarten
- An der Kurwe, am 28. April 1923 zu Klubinn
- An Wolfsberg, am 29. Dezember 1914 zu Hohenwiese
- Anmuth, am 28. April 1923 zu Klubinn
- Argenthal, am 6. Januar 1908 zum Gutsbezirk Oberförsterei Schnecken
- Barachelen, 1898 zu Warnie
- Bogdahnen Erbfrei, am 23. Juli 1923 zu Bogdahnen
- Bönkenwiese, am 31. Januar 1924 zu Klein Friedrichsgraben
- Bretterhof, am 18. Dezember 1920 zu Rautenburg
- Brödballen, 1892 zu Puskeppeln
- Budwethen, Ksp. Skaisgirren, am 25. Mai 1924 zu Gründann
- Derwehlischken, am 1. Januar 1932 zu Kallningken
- Duhleit, 1898 zu Warnie
- Ellernbruch, am 26. September 1925 zu Schackwiese
- Endreischken, am 29. Dezember 1914 zu Mägdeberg
- Eschenberg, 1893 zu Mosteiten
- Gaszen, 1893 zu Heinrichswalde
- Georgenwalde, 1893 zu Kletellen
- Gräflich Baubeln, am 18. Dezember 1911 zu Baubeln
- Gronwalde, am 30. September 1928 zu Skirbst
- Groß Gerhardswalde, 1895 zu Gerhardswalde
- Groß Grudszen, am 22. Dezember 1923 zu Grudszen
- Groß Inse, am 1. Juli 1930 zu Inse
- Groß Lappienen, am 9. März 1925 zu Alt Lappienen
- Groß Makohnen, 1899 zu Makohnen
- Groß Trumpeiten, am 30. September 1928 zu Trumpeiten
- Groß Britannien, am 30. September 1928 zu Britannien
- Groß Kryszahnen, am 6. November 1924 zu Seckenburg
- Hinterlinkuhnen, 1899 zu aufgelöst
- Hohensprindt, 1893 zu Augustlauken
- Iwenberg, am 27. Juni 1924 zu Kallwellen
- Jedwilleiter Wiesen, 1875 zu An der Ulpesch
- Karlsdorf, am 30. September 1928 zu Rautenburg
- Kartzauningken, 1893 zu Groß Skaisgirren
- Kaukehnellen, am 15. September 1915 zu Kaukehmen
- Killucken, am 29. Juni 1912 zu Sköpen
- Klaar, 1883 zu Klemenswalde
- Klein Asznaggern, am 31. Juli 1916 zu Kriplauken
- Klein Gerhardswalde, 1895 zu Gerhardswalde
- Klein Grudszen, am 22. Dezember 1923 zu Grudszen
- Klein Inse, am 30. März 1910 zum Gutsbezirk Oberförsterei Tawellningken
- Klein Karzewischken, 1898 zu Skulbetwarren
- Klein Kriposen, am 30. September 1928 zu Groß Obscherninken
- Klein Kryszahnen, am 6. November 1924 zu Seckenburg
- Klein Lappienen, 1893 zu Norwischeiten
- Klein Makohnen, 1899 zu Makohnen
- Klein Norweischen, 1893 zu Norweischen
- Kleinpödszen, 1893 zu Neu Descherin
- Klein Skaisgirren, am 1. August 1924 zu Schudledimmen
- Klein Skirbst, am 30. September 1928 zu Skirbst
- Klein Wingsnupönen, am 2. Juni 1923 zu Jagsten
- Klein Wixwen, am 29. Juni 1912 zu Kumpelken
- Köllmisch Skirbst, am 30. September 1928 zu Skirbst
- Königlich Baubeln, am 18. Dezember 1911 zu Baubeln
- Labegraschen, am 30. April 1926 zu Schalteik
- Lasdehnen, 1895 zu Gerhardswalde
- Lausberg, am 29. Dezember 1914 zu Hohenwiese
- Leidingsfelde, 1893 zu Klein Girratischken
- Lengkehlischken, 1893 zu Argelothen
- Marglauken, ca. 1900 zu Makohnen
- Maszrimmen, am 30. Juni 1924 zu Hohenberge
- Medlauk, am 1. Januar 1924 zu Klein Heinrichsdorf
- Meszehnen, 1895 zu Berkeln
- Mühlmeisterischken, 1893 zu Norweischen
- Nausseden, 1893 zu Norweischen
- Neu Gründann, am 25. Mai 1924 zu Gründann
- Neu Mosteiten, 1893 zu Mosteiten
- Neu Schemeiten, am 24. März 1923 zu Schemeiten
- Neuhoff, am 1. Oktober 1932 zu Gilgetal
- Neukirch-An Ziegelberg, am 8. Juli 1905 zu Neukirch
- Neukirch-Joneikischken, am 8. Juli 1905 zu Neukirch
- Neustreit, 1893 zu Thomaten
- Packieser, am 28. Februar 1925 zu Packuß
- Paoß-Wißbarren, am 1. Januar 1932 zu Gowarten
- Pareisgirren, am 1. Januar 1932 zu Gowarten
- Parungaln, am 1. Juli 1931 zu Karkeln
- Pascheruhn, 1898 zu Stobingen
- Plauschinnen, 1895 zu Berkeln
- Polenzenberg, am 29. Dezember 1914 zu Mägdeberg
- Rogainen, am 2. Juni 1923 zu Raging
- Schemeiten, am 30. September 1928 zu Schönwiese
- Schilluweiten, am 10. Juli 1925 zu Tunnischken
- Schuppinen, am 24. März 1923 zu Schemeiten
- Skirbster Wiesen, 1899 zu Köllmisch Schnecken
- Skroblienen, 1895 zu Gerhardswalde
- Sophienhöhe, 1892 zu Puskeppeln
- Szalloge, am 1. Januar 1933 zu Klemenswalde
- Szaudszen, 1896 zu Skuldeinen
- Tawell, am 1. April 1931 zu Kastaunen
- Tinkleningken, 1897 zu Osseningken
- Urbansprindt, 1893 zu Noragehlen
- Warnie, am 30. September 1928 zu Britannien
- Warskillen, Ksp. Lappienen, am 24. September 1917 zu Hohenwiese
- Warsze an der Gilge, am 19. Mai 1913 zu Warszlauken
- Waszespindt, am 24. Mai 1917 zu Groß Heinrichsdorf
- Wietzischken, am 1. Oktober 1932 zu Gilgetal
- Willnohnen, 1895 zu Berkeln

## Ortsnamen
Viele Ortsnamen im Kreis waren baltischen Ursprungs. Am 3. Juni 1938 – mit amtlicher Bestätigung vom 16. Juli 1938 – fand unter der nationalsozialistischen Regierung aufgrund einer Anordnung des Gauleiters und Oberpräsidenten Ostpreußens Erich Koch auch im Kreis Elchniederung eine Vielzahl von Umbenennungen von Ortsnamen statt. Vereinzelte Umbenennungen fanden auch schon in den Jahren zuvor statt.

## Verkehr

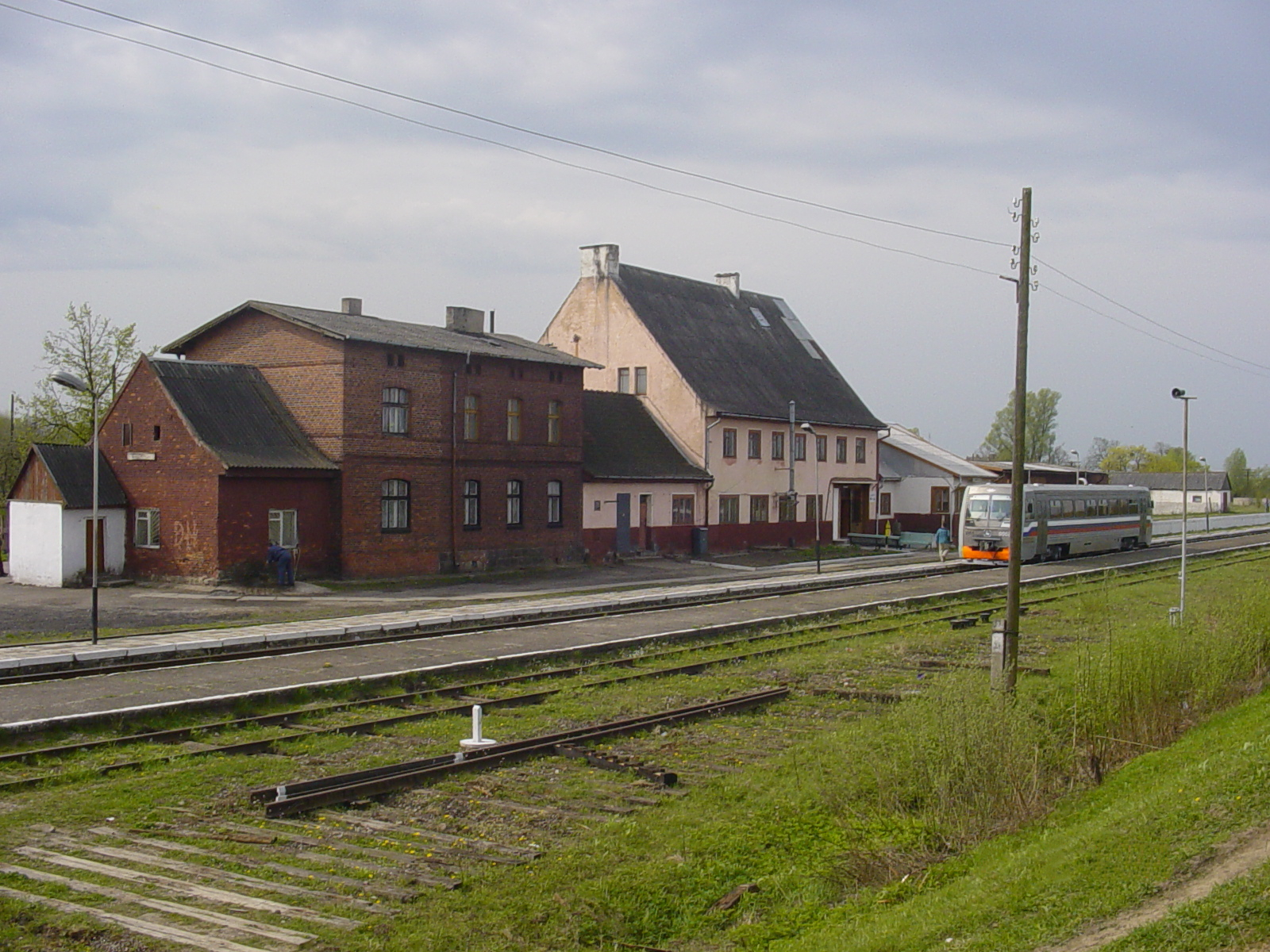
Der Bahnhof Groß Skaisgirren der Niederungsbahn

Der Kreis wurde erst 1891 durch die Strecke Tilsit–Labiau der Preußischen Staatsbahn an das Eisenbahnnetz angeschlossen. Nach der Jahrhundertwende ergänzten Schmalspurbahnen das Schienennetz, vor allem die Niederungsbahn, die bis zum Kurischen Haff führte und unter anderem in Heinrichswalde, Wilhelmsbruch und Groß Skaisgirren Bahnhöfe besaß.
Durch das Kreisgebiet verlief die Reichsstraße 138, die von Tilsit schnurgerade nach Südwesten führte und bei Taplacken auf die Reichsstraße 1 nach Königsberg mündete. Allerdings war nur der äußerste Südosten des Kreisgebiets (Schillkojen und Groß Skaisgirren) durch diese Reichsstraße erschlossen und besaß damit eine gute Straßenverbindung in die Provinzhauptstadt.